# Joan Carreras i Dagas
Joan Carreras i Dagas (Girona, 7 de setembre del 1828 - La Bisbal d'Empordà, 19 de desembre del 1900), compositor, pedagog, organista i bibliòfil, va ser autor d'un gran nombre d'obres musicals i se li atribueix la fundació de la primera escola moderna de música a Girona. Fou pare del també músic Laureà Carreras i Roure.

## Biografia
Va ser deixeble d'Antoni Vidal, organista i mestre de capella de la col·legiata de Sant Feliu de Girona i del mestre de capella de la Catedral de Girona, Josep Barba. El 1836 entrà com a escolà de cor a la Catedral i del 1851 al 1860 ell mateix en va ser, al seu torn, mestre de capella, succeint precisament el mestre Barba.
Pels voltants de 1850 fundà un Establiment Musical, o primitiva escola de música, a la seva ciutat natal. Per l'ocasió va publicar un manifest-programa d'estudis amb un seguit de noms importants de la nova pedagogia musical d'aquells moments: Rodolph pel solfeig, Czerny, Vigerie, Kalkbrenner i Cramer per al piano, Joaquim de Piniés i Espinola per l'harmonia. L'escola es comprometia a avisar els pares si l'alumne tenia poca capacitat per la música i, també, a organitzar mensualment una audició vocal i instrumental a càrrec de l'alumnat perquè se'n veiessin els progressos.
El 1860 guanyà per oposició la plaça de mestre director de l'Escola de Cecs de Barcelona i formà part de l'Orquestra del Liceu i treballà a la parròquia de Santa Maria del Pi. El 1876 marxà a viure a Pons (Charente Marítim), França, d'on en tornà el 1880. Nomenat organista i mestre de capella de la parròquia de la Bisbal d'Empordà, en aquella vila constituí una escola de música que tindria gran repercussió en el món sardanístic: contribuí al naixement de la cobla La Principal de la Bisbal i formà un seguit de músics que esdevindrien cabdals en el món de la dansa catalana (Josep Casanovas "Paixero", Josep Pi i Pascual, Josep Maria Soler i Montaner, Pere Rigau "Barretó").
Va arribar a posseir una molt notable col·lecció bibliogràfica d'especialització musical. En el dictamen que Felip Pedrell va fer el 1890 per a la Diputació de Barcelona, en va dir: "Es la historia musical, singularmente la del Principado catalán, olvidada lastimosamente, la que pasa delante de los ojos asombrados, al contemplar en centenares de obras inéditas los gloriosos precedentes de individualidades poco menos que desconocidas". En aquesta col·lecció s'hi descobrí un quadernet manuscrit del segle xviii d'autor anònim amb cinc sardanes curtes, les més antigues que es coneixen.
La seva obra com a compositor és vasta (més de dues mil obres) i toca diversos gèneres. En la música religiosa, és autor de més de quaranta misses, una vintena de motets i altres peces. En música profana, compongué òperes, sarsueles, cançons, sardanes…
Malgrat el prestigi que assolí en vida, les seves composicions han quedat arraconades pel pas del temps i el canvi en els gustos musicals produït. El seu fons fou adquirit per la Diputació de Barcelona, junt amb la seva important col·lecció d'instruments musicals i la seva excel·lent biblioteca, constituint l'inici del fons musical de la Biblioteca de Catalunya. Felip Pedrell va elaborar un catàleg del fons.

## Selecció d'obres
- Ángeles y niños (ca. 1880), per a piano
- Ausiàs March, meditación para piano (1882)
- Blanca azucena, simfonia per a cobla
- El canto de los ángeles (1882), per a piano
- La colonie espagnole (1879), pas-doble militar
- Los ecos de Cataluña: marcha triunfal
- Es un ángel: schotisch (1897), per a piano a quatre mans
- Estudiantina (1883), per a violins, clarinet, cornetí i baix
- Una fiesta mayor en un pueblo de Cataluña (1891), per a banda militar
- Julia (1891), masurca per a dues bandúrries i guitarra
- María Victoria: nocturno para piano (1883), en honor de l'esposa del rei Amadeu I
- Miniatura (1885), per a violins, flauta, cornetí, fiscorn i contrabaix
- Quartet (1889), per a quartet de corda
- Romería a Nuestra Señora de Montserrat: fantasía descriptiva (1870), per a orquestra

- El árbol de Guernica (1893), orquestració de la composició original de J.M. de Iparraguire
- Los dos ciegos: entremés lírico dramático (1892), instrumentació de l'obra original de Luis Olona y Barbieri

### Música per a l'escena
- Catalunya (1887), sarsuela en dos actes
- Un cop de cap: segona part de "El sant de l'amo" (1915), sarsuela en un acte, amb llibret de Joaquim Hostench i Francesc Bracons
- Il rinegato (1846), òpera en tres actes
- Los pastorcillos (1869), òpera en tres actes
- Rosamunda in Ravenna (1848), òpera
- El sant de l'amo (1888), sarsuela en dues parts
- Venjança cristiana (1890), sarsuela en tres actes

### Música sacra
- Al cor de Jesús, cançó amb lletra de Jacint Verdaguer
- Alma enamorada; Alma Redemptoris Mater (ca. 1890), per a cor amb acompanyament d'orgue
- Asumpta es Maria (1892), missa a 3 veus, cor, orgue, harmònium i orquestra
- Ave Maris Stella (1850), himne per a 2 cors i orquestra
- Cántico a Santa Cecilia (1883), per a quatre veus i orquestra
- De Profundis (1880), missa a 3 veus i orquestra
- Jesús als pecadors, cançó amb lletra de Verdaguer
- Kyrie Eleison (1892), missa a quatre veus i orquestra
- Laudate eum (1893), missa a 3 veus, cor i orquestra
- Mater Clementissima (1852), missa a dos cors i orquestra
- Mater Divinæ Gratia' (1851), missa a 3 veus i orquestra
- Mater Dolorosa (1890), missa a 3 veus, cor i orquestra
- Mater Pietatis (1886), missa a 4 veus i orquestra
- Misa Ilusoria: ópera (1839-1840), per a veus i orquestra
- La naissance de Nôtre Dame: nocturne, op. 586 (1885), per a piano
- Ofici complet de la preciosa sang de Nostre Senyor Jesucrist (1852)
- ¡Oh Cor Amoris! (1895), missa a 3 veus i orquestra
- Regina Martirum (1888), missa a 3 veus i orquestra
- Salve Regina (1897), per a orquestra
- Stabat Mater, a quatre veus i cor, amb acompanyament de conjunt de corda i orgue
- Tu se sacerdos in æternum  (1890), missa a 3 veus, cor i orquestra
- ¡Virgen de la Piedad, Dios te salve! (>1893), pregària per a mezzo-soprano i orgue, amb lletra de Trinitat Aldrich i Pagès

### Música vocal
- Cançó de les flors (ca. 1880), per a veu, cor i orgue, amb lletra de Verdaguer
- Cançó del mariner (1889), a dues veus
- Cançó dels fusters, cor a 4 veus
- Cantata. Antífona (1877), per a dos cors i orquestra
- L'esperit català: himne (1888), per a veu i piano
- Felisseta (ca. 1833), consultable a l'Erato Partitura Digital
- La filla de Maria, amb lletra de Verdaguer
- Fleur d'hiver: romance (>1876), text de l'abbé Augustin Rainguet
- Gallia (1879), cantata a 4 veus i acompanyament
- Himno a la Patria (1889)
- Himno dedicado al Ayuntamiento de Barcelona, per a tres veus i acompanyament
- Liber Scriptus, per a tenor i baríton i orquestra
- ¡Madre Mía!: romanza (1872)
- La nit, a 4 veus i acompanyament
- La pageseta amorosa en las ballas de la festa, per a tres veus
- Sospirs, amb lletra de Verdaguer
- Los teixidors (1890), cor a quatre veus
- Los veremadors, cor a tres veus

### Sardanes
- La flor catalana (1887), obligada de cornetí
- La Glòria i la Montserrat
- La padrina
- Pau marxant
- El traginer (1883). Té la peculiaritat que el trombó ha estat substituït per uns cascavells.
- El tramvia del Baix Empordà (1887). Dedicada al tren Palamós-Girona, Joaquim Galí li va posar lletra